# Ram-Zet
Pour les articles homonymes, voir RAM.
Ram-Zet est un groupe de metal extrême et avant-gardiste norvégien, originaire de Hamar, dans le comté de Hedmark. Notamment influencé par le black metal et le metal gothique, le groupe n'est, à l'origine, qu'un projet d'un seul membre, le chanteur et guitariste Henning « Zet » Ramseth.

## Biographie
Ram-Zet est initialement formé en 1998 à Hamar, dans le comté de Hedmark, en Norvège, en tant que one-man-band par le chanteur et guitariste Henning « Zet » Ramseth. Le projet évolue ensuite en tant que groupe à part entière avec l'arrivée de Küth (à la batterie) et de Solem (à la basse). Il en résulta la réalisation du premier album Pure Therapy, en septembre 2000. L'album comprend une forte approche avant-gardiste. Deux ans plus tard, en 2002, sort leur deuxième album, Escape.
En avril 2004, le groupe se sépare de son bassiste Solem pour des « raisons personnelles ». Il est remplacé par Jon Daniel. En décembre 2004, le groupe termine les travaux sur son troisième album à paraitre au début de l'année suivante.  Ram-Zet publie son troisième album, Intra, en juillet 2005 via Tabu Records, label sur lequel ils signeront en avril la même année,. Il est mixé en Suède par le producteur Daniel Bergstrand (In Flames, Soilwork). 
En 2008, le groupe se lance dans l'enregistrement de son nouvel album, qui se terminera au début de 2009. Entretemps, en mars 2008, ils publient deux démos sur leur page Myspace, intitulées Requiem et Nr. 222,. En juin 2009, ils concluent un contrat avec le label Ascendance Records, pour la sortie de leur quatrième album.
En 2010, Ram-Zet publie son quatrième album, Neutralized, via Ascendance Records. Au début de 2012, le groupe arrive à un accord, et signe un contrat avec le label Buil2Kill Records/Nadir pour la sortie de leur nouvel album, Freaks In Wonderland. À cette période, l'album est annoncé en formats physique et numérique à l'international plus tard au mois de février 2012.

## Style musical
La musique de Ram-Zet est très contrastée et brasse de nombreuses influences qui s'appuie principalement sur black metal, le metal gothique, le metal industriel, mais aussi sur le thrash metal, le heavy metal traditionnel, la musique classique, la musique contemporaine (musique avant-gardiste), voire le funk et la musique new age. Zet s'inspire de groupes de metal comme Slipknot, King Diamond, Sepultura et Dream Theater, mais aussi à des groupes et artistes orientés autre que metal comme Björk, Pink Floyd et Massive Attack,. Le style musical de Zet est considéré par la presse spécialisée comme du « black power metal psychotique » ou « schizo-metal ».
Si d'une façon générale Ram-Zet peut être vu comme un groupe typique de metal avant-gardiste, le terme recouvre un champ musical trop large et parfois trop flou pour circonscrire et qualifier clairement l'esthétique musicale particulière du groupe. C'est pourquoi le terme de « schizo-metal » est parfois utilisé par le groupe et par les fans. Terme qui en soi est plus une définition d'une esthétique propre qu'un véritable style à part entière. À ce sujet, Zet précise : « Je peux l'appeler "schizo metal" mais ça ne va pas plus loin (...), c'est une mixture d'un tas de choses. Une mixture d'éléments musicaux proches de mon cœur et de mon âme[réf. nécessaire]. » Le terme est lié au fait que la musique du groupe est intimement liée au thème de la schizophrénie. Et un certain nombre d’éléments dans la musique tendent à souligner cet aspect.
Les paroles sont toutes liées à la condition clinique de la schizophrénie. Celles de Pure Therapy, Escape et Intra forment une histoire en trois parties mettant en scène deux personnages principaux : un patient atteint de schizophrénie dans une institution psychiatrique douteuse, et une infirmière essayant de le faire s'évader.  Dans Escape, le thème de schizophrénie se traduit par un dialogue entre les voix opposées des deux vocalistes Zet et Sfinx. Les éléments du langage musical tendent à créer une atmosphère instable et malsaine empreinte de folie, à travers un emploi contrasté d'éléments musicaux opposés.

## Discographie
- 2000 : Pure Therapy
- 2002 : Escape
- 2005 : Intra
- 2009 : Neutralized
- 2012 : Freaks in Wonderland

## Membres

### Membres actuels
- Henning « Zet » Ramseth - chant, guitare (depuis 1998)
- Miriam Elisabeth Renvåg (SfinX) - chant, claviers  (depuis 1998)
- Küth - batterie, percussions (depuis 2000)
- Sareeta - violon, chœurs (2000-2010, depuis 2016)
- Lanius - basse, didgeridoo (depuis 2005)
- Ka - clavier, chœurs (depuis 2008)

### Anciens membres
- Solem - basse (sur  Pure Therapy et Escape) (2000-2004)
- Magnus Østvang - claviers (2000-2007)
- Jon Daniel - basse (sur Intra) (2004-2005)